# 米尔蒂亚季斯·滕托格卢
米尔蒂亚季斯·滕托格卢（希臘語：Μιλτιάδης Τεντόγλου；1998年3月18日—）生于格雷韦纳，是一名参加跳远的希腊男子田径运动员。他曾在2018年欧洲田径锦标赛男子跳远项目上以8米25的赛季最佳成绩获得冠军。